# Jean-Joseph Mounier
Pour les articles homonymes, voir Mounier.
Jean-Joseph Mounier, né le 12 novembre 1758 à Grenoble et mort le 27 janvier 1806 à Paris, est un avocat et un homme politique français, qui joue un rôle important dans les premiers temps de la Révolution française (1788-1789), mais qui se retire de la vie politique dès 1790, puis part dans l'émigration.
En 1788 et 1789, il soutient un programme constitutionnel d'inspiration anglaise combinant un veto royal fort et la souveraineté de la Nation, représentée par une assemblée législative élue au suffrage censitaire. Jouant un rôle de premier plan lors du serment du jeu de paume (20 juin 1789), il proteste après la séance royale du 23 juin contre les dispositions prises par Louis XVI. Le 6 juillet, il entre dans le comité de Constitution de l'assemblée nationale. 
Rapporteur de ce comité à l'Assemblée nationale constituante, il développe dès le 9 juillet les principes qui devront présider à l'élaboration de la Constitution et proclame la nécessité de la faire précéder d'une déclaration des droits de l'homme,, dans l'élaboration de laquelle il joue aussi un rôle au mois d'août 1789. 
Il est président de l'Assemblée lors des journées des 5 et 6 octobre 1789, qu'il n'approuve pas. Il entre alors dans le groupe des « monarchiens ». Hostile à la constitution que l'Assemblée élabore, il quitte Paris en octobre 1790, puis émigre jusqu'à la proclamation du consulat (novembre 1799). 
Sous les gouvernements de Napoléon, il occupe des postes de préfet et de conseiller d'Etat.

## Biographie

### Origines familiales et formation
Jean-Joseph Mounier nait le 12 novembre 1758 au n°6 de la Grande-Rue de Grenoble. Fils d'un marchand d'étoffes de Grenoble, il reçoit une bonne éducation, dispensée par un oncle curé, avant de rejoindre le collège Royal-Dauphin, où il termine brillamment ses classes,.

### Carrière sous l'Ancien Régime
Renonçant au commerce, il se lance dans une carrière militaire, puis, en 1779, devient avocat au Parlement de Grenoble.
De constitution fragile, Mounier ne plaide pas, car sa voix est trop faible. Âgé de 25 ans, il achète la charge de juge royal au Parlement de Grenoble. Lecteur assidu de l'ouvrage de Montesquieu, De l'esprit des lois, considéré comme d'une grande équité et admirateur des institutions démocratiques, notamment britanniques, il figure parmi les principales personnalités politiques de Grenoble.

### Débuts de la révolution

#### L'assemblée de Vizille (21 juillet 1788)
Après la journée des Tuiles (7 juin 1788), il est, avec Antoine Barnave, un des initiateurs et des principaux élus de l'assemblée qui se réunit à Vizille le 21 juillet 1788, au cours de laquelle une centaine de notables des trois ordres du Dauphiné (clergé, noblesse et Tiers état), s'unissent pour obtenir le rétablissement des États provinciaux du Dauphiné et la convocation des États généraux, dans lesquels ils demandent que les représentants du tiers soient au nombre de deux députés pour un noble et un clerc.
Le 1er septembre 1788, les États du Dauphiné de nouveau réunis déclarent, « comme règle générale, que les ordres et les provinces devaient délibérer ensemble, les suffrages être comptés par tête, et le tiers état avoir le double des représentants des deux autres ordres ». 

#### Les élections aux États généraux (janvier 1789)
Louis XVI convoque les États généraux à la fin de 1788, pour la première fois depuis 1614. Il a accepté que le Tiers état élise deux députés par circonscription (bailliages)
Le 2 janvier 1789, a lieu l'élection des députés de la province : Mounier est élu  député du Tiers état aux États généraux, à l'unanimité des voix moins deux : la sienne et celle de son père. Il est le premier élu.
Il adresse de nombreux mémoires au gouvernement et publie, en février 1789, ses Nouvelles observations sur les États généraux de France, où il demande l'abolition des privilèges provinciaux, l'adoption d'une constitution inspirée des institutions anglaises, qui préserve la prérogative royale.

#### Des États généraux à l'Assemblée nationale (5 mai-9 juillet 1789)

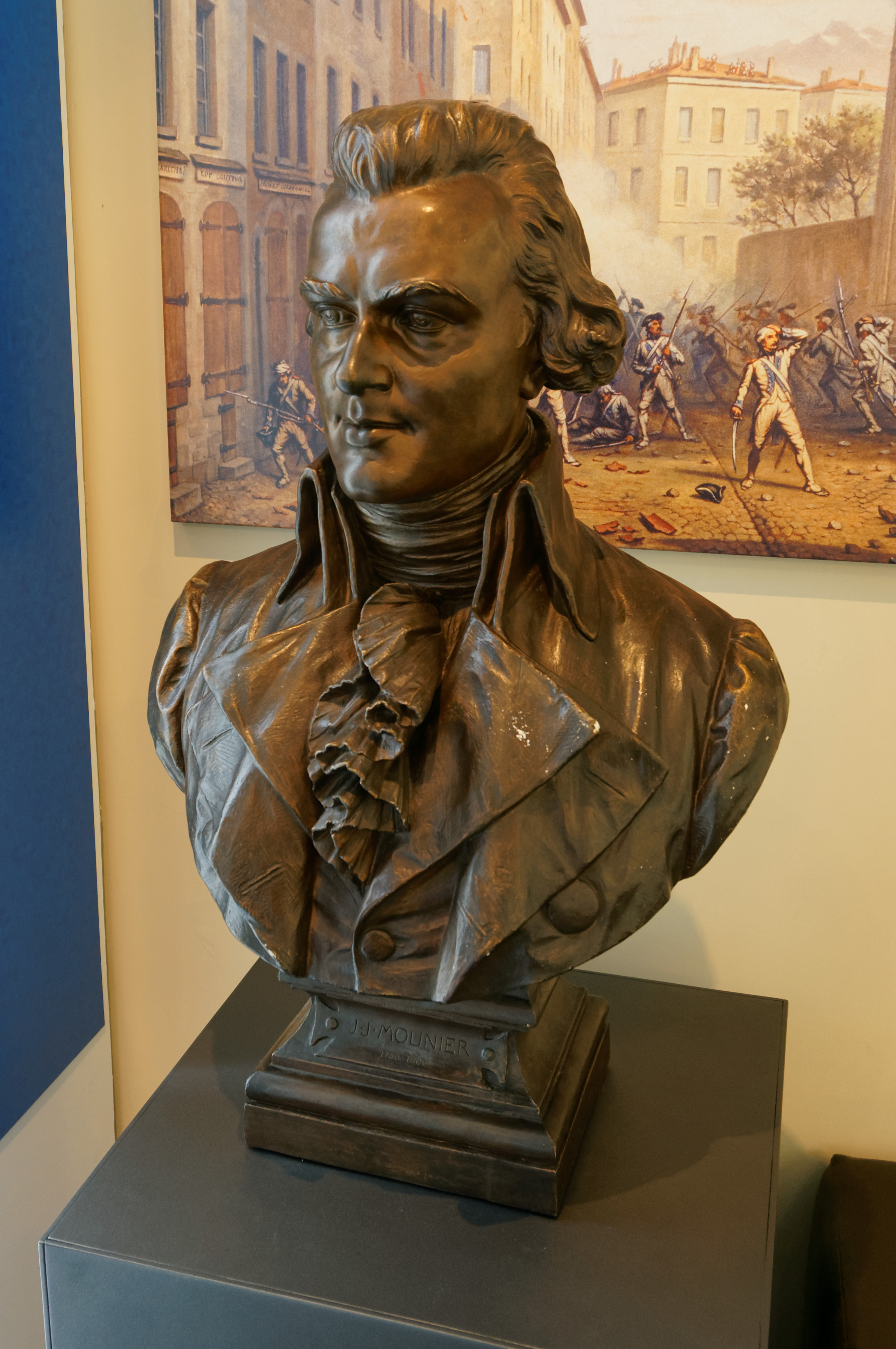
Buste de Mounier
(musée de l'Ancien Évêché, Grenoble).

Au mois de mars suivant, il arrive à Paris, avec l'archevêque de Vienne qui a présidé les États du Dauphiné. 
Le 5 mai a lieu la première séance des États généraux à Versailles. Le 7 mai 1789, il se rend à la tête d'une députation du Tiers à la chambre du clergé et dit que « l'ordre des communes désirait faire la vérification en commun et qu'il venait en son nom inviter Messieurs du clergé à se rendre dans la salle commune ».
Il propose de donner aux « Communes » le nom d'« Assemblée légitime des représentants de la majeure partie de la nation, agissant en l'absence des mineurs parties », mais les députés choisissent celui d'« Assemblée nationale ». 
Devant la résistance royale et la réticence des ordres privilégiés, il propose, le 20 juin, aux députés présents dans la salle du jeu de paume de prêter un serment, rédigé par Jean-Baptiste-Pierre Bevière et lu par Jean Sylvain Bailly, le serment du jeu de paume (ne pas se séparer avant que la France ait une constitution).
Il proteste, le 23 juin 1789, après la séance royale, contre les dispositions des ordonnances qui y avaient été proclamées. Le 6 juillet, il entre dans le comité de Constitution. Par la suite, il appuie la proposition de Mirabeau demandant l'éloignement des troupes.

#### Débuts de l'Assemblée constituante (9 juillet-4 août 1789)
Rapporteur du comité de Constitution à l'Assemblée constituante, il développe, le 9 juillet, les principes qui devront présider à l'élaboration de la Constitution et proclame la nécessité de la faire précéder d'une Déclaration des droits de l'Homme.
Après le renvoi de Necker (11 juillet), il propose (13 juillet), une adresse pour obtenir le rappel des ministres déchus, mais dans des termes plus mesurés que ceux voulus par les membres de la gauche. Malgré Mirabeau, la motion de Mounier est adoptée.
Le 14 juillet, la France entre véritablement dans la Révolution : au prix de 100 morts, les insurgés parisiens prennent la Bastille, une milice bourgeoise est formée à Paris et une municipalité installée : la Commune de Paris. Puis la milice bourgeoise devient la Garde nationale de Paris, dont le commandement est confié à La Fayette. Cette radicalisation inquiète vivement Mounier.
Le 16 juillet, le débat sur le renvoi des ministres impliqués dans la tentative de coup de force royal qui a abouti aux émeutes entraîne la rupture politique entre Mounier et Barnave, qui reproche à son collègue de ne pas comprendre qu'une révolution a eu lieu et de « vouloir reconstruire un État avec des matériaux qui viennent d'être brisés ». 
De fait, il voudrait faire adopter une constitution « à l'anglaise » avec deux chambres et un roi disposant du droit de veto absolu. C'est le programme des monarchiens. Dans la nuit du 4 août, il défend le droit de propriété.

#### La déclaration des Droits de l'Homme (26 août 1789)

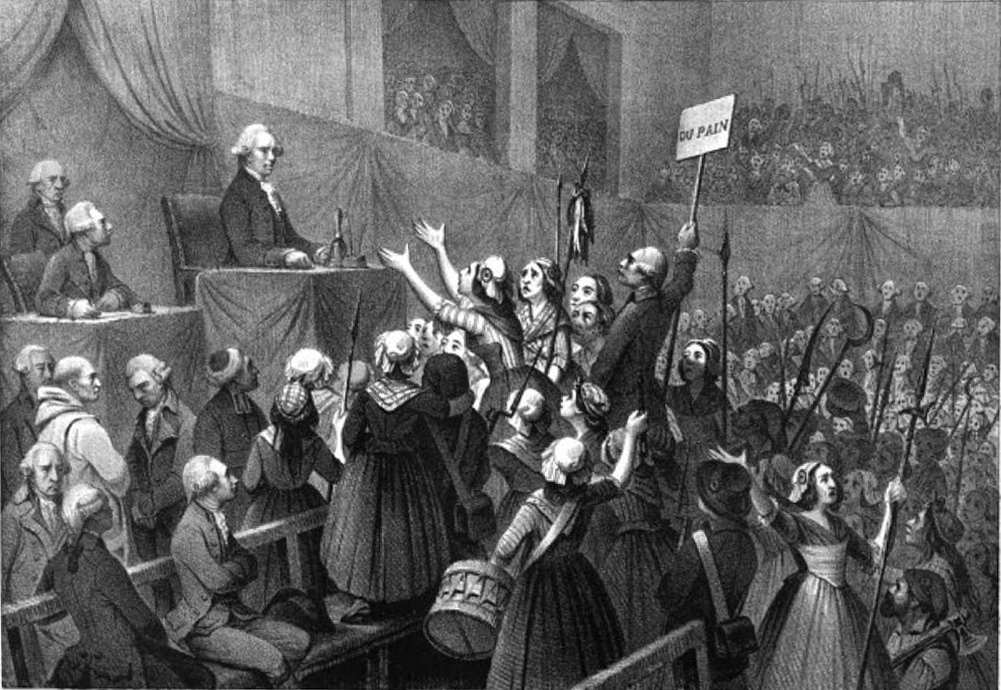
Jean-Joseph Mounier président à l'Assemblée Nationale le 5 et le 6 octobre 1789. (Alexandre Debelle, XIXe siècle).

Consécutivement à la nuit du 4 août 1789 marquée par l'abolition des privilèges de l’Ancien Régime, le 20 août 1789, Mounier présente à l'Assemblée Constituante les trois premiers articles de la Déclaration des droits de l'homme et du citoyen de 1789 en s'inspirant de propositions de divers députés et qui sont votés sans discussion, :
« Art. 1er. Les hommes naissent et demeurent libres et égaux en droits. Les distinctions sociales ne peuvent être fondées que sur l'utilité commune.

Art. 2. Le but de toute association politique est la conservation des droits naturels et imprescriptibles de l'homme. Ces droits sont la liberté, la propriété, la sûreté, et la résistance à l'oppression.

Art. 3. Le principe de toute souveraineté réside essentiellement dans la nation. Nul corps, nul individu ne peut exercer d'autorité qui n'en émane expressément. »
Avec Mirabeau, il reste le seul auteur connu du préambule de ce texte.

#### La rupture avec la révolution (28 août-6 octobre 1789)
Le 28 août 1789, il ouvre la discussion sur la Constitution par une intervention, où il résume les principes du gouvernement monarchique et se prononce en faveur du veto absolu, contre le veto suspensif défendu par Barnave ou Jérôme Pétion de Villeneuve. Le 31, avec Gérard de Lally-Tollendal, il propose l'établissement d'un sénat héréditaire. Dès le lendemain, il quitte le comité de Constitution, suivi, en septembre, par Clermont-Tonnerre, Bergasse et Lally-Tollendal. Bien que ses propositions aient été repoussées, il est élu président de l'Assemblée constituante le 28 septembre 1789 pour une durée de quinze jours. C'est à ce titre qu'il signe le procès-verbal de l'Assemblée nationale du jeudi 1er octobre 1789 qui stipule « L’Assemblée a arrêté que M. le Président se retirera devers le Roi, à l’effet de présenter à son acceptation la Déclaration des Droits ».
Le 5 octobre, durant lesquelles 6 000 à 7 000 Parisiennes emmenées par Maillard, un des « vainqueurs de la Bastille », se rendent à Versailles pour réclamer du pain « au boulanger, la boulangère et le petit mitron » il refuse, malgré les exhortations de Mirabeau, de quitter le fauteuil de la présidence et répond à ceux qui demandent du pain : « Le seul moyen d'obtenir du pain est de rentrer dans l'ordre ; plus vous massacrerez, moins il y aura de pain ». Il s’opposa tant bien que mal, et sans succès, au déplacement du roi à Paris.
L'Assemblée le choisit pour conduire une délégation de femmes auprès du roi. Le 6, il conseille au roi de résister, ce que Louis XVI se garde de faire, ayant conscience de la situation réelle. Le roi accepte alors de lever le veto sur les décrets du 4 août et sur la déclaration, et de revenir vivre à Paris, c'est-à-dire sous le contrôle direct du peuple parisien, sa protection étant confiée à la Garde nationale.

### Retraite de la vie politique (10 octobre 1789-22 mai 1790)
Catastrophé par ces événements, Mounier quitte Paris. Il se retire dans le Dauphiné dès le 10 octobre 1789. Il publie un plaidoyer en faveur de sa politique intitulé Exposé de ma conduite à l'Assemblée nationale et les motifs de mon retour en Dauphiné. 
Le 10 novembre, il envoie sa lettre de démission à l'Assemblée.

### Période de l'émigration (mai 1790-octobre 1801)
Le 22 mai 1790, il quitte la France sous un nom d'emprunt (M. Duverger) pour le duché de Savoie (possession du roi de Sardaigne), où l'attend sa famille. Un échange de lettres entre lui et Jean-Gabriel Peltier permet de savoir que celui-ci lui a édité et imprimé, ce que Peltier désigne comme "L'appel à la postérité qui est dévoré par tous les honnêtes gens".  
Il passe ensuite en Suisse d'où il publie Les Recherches sur les causes qui ont empêché les français d'être libres.
Puis il gagne successivement l'Angleterre, l'Italie et finalement le duché de Saxe-Weimar. 
Là, en juillet 1797, le duc Charles-Auguste lui suggère de prendre la direction d'une maison d’éducation préparant aux carrières publiques, installée dans deux pavillons près de son château de Belvédère à Weimar. Mounier y enseigne la philosophie, le droit et l’histoire à un nombre assez considérable[pas clair] de jeunes Anglais, Allemands et Français.
Malgré le développement de cet institut, dès le coup d'État du 18 Brumaire (9 novembre 1799), il obtient sa radiation de la liste des émigrés et se prépare à revenir en France.
Le 17 juillet 1801, il écrit au banquier Perregaux, dont le fils est son élève à Weimar, pour le remercier de l'avoir fait rayer de la liste des émigrés, et pour lui annoncer son retour en octobre ; il lui conseille de ne pas laisser son fils en Allemagne « dont la philosophie actuelle est une philosophie désespérante, qui porte à tout révoquer en doute ».

### De retour en France sous le Consulat et l'Empire (octobre 1801-janvier 1806)

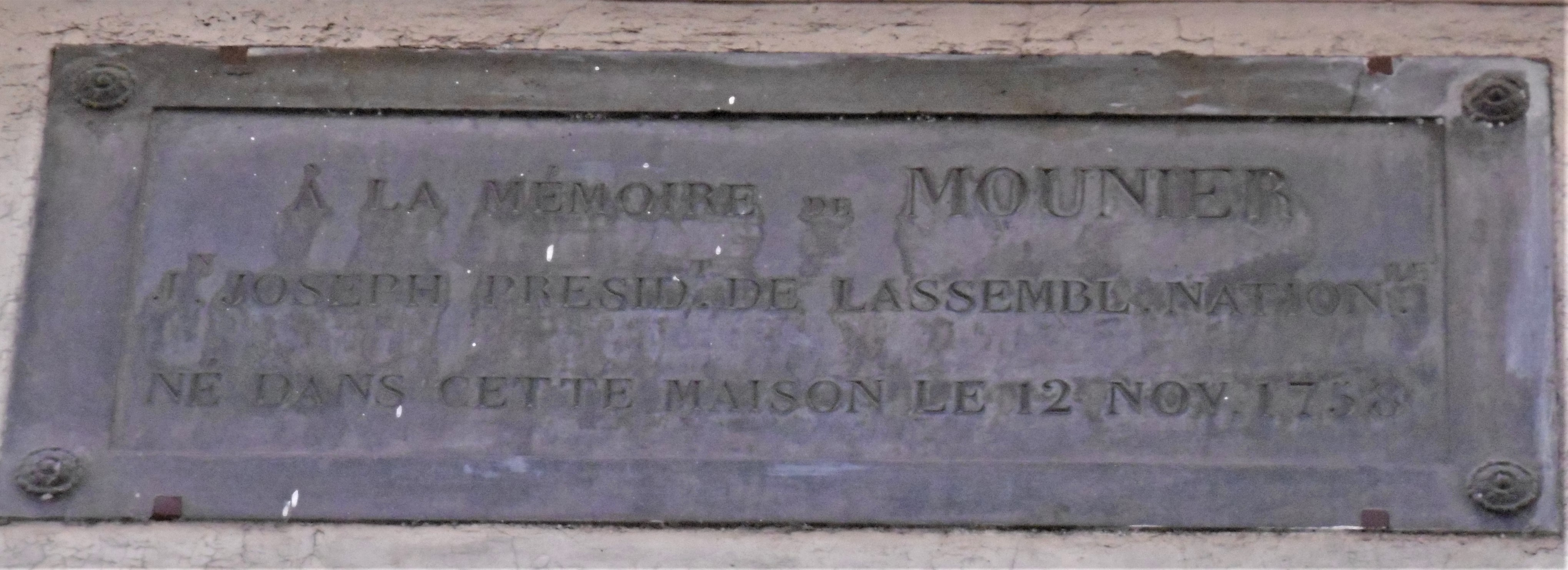
Plaque commémorative apposée sur la façade de la maison natale de Jean-Joseph Mounier, Grande Rue, à Grenoble

De retour à Grenoble, il envisage de fonder à Lyon une école sur le modèle de celle du Belvédère, mais se décide à venir à Paris, sur le conseil de ses amis[Qui ?].
Le 15 avril 1802, Napoléon Bonaparte, Premier consul, le nomme préfet d'Ille-et-Vilaine. Nommé membre de la Légion d'honneur le 14 juin 1804, il est présenté comme candidat au Sénat par son département. 
Mais le 31 janvier 1805, Napoléon préfère le nommer conseiller d'État,.
Désormais à l'abri des agitations et des revers politiques,Jean-Joseph Mounier, entouré de sa famille,  occupe ses loisirs à revoir ses cours du Belvédère qu'il désire publier.

### Mort et funérailles
Mais il succombe prématurément d'une affection du foie, à l'âge de 47 ans. 
Il est dans un premier temps inhumé au cimetière de Vaugirard avant d'être transféré au cimetière du Père-Lachaise (32e division).

## Publications
- oProjet des premiers articles de la Constitution (1789)
- Déclaration des droits de l'homme et du citoyen (1789)
- Nouvelles observations sur les États généraux de France [lire en ligne]
- Considérations sur les gouvernements (1789)[23].
- Lettre écrite à la municipalité & au comité du bourg de Veynes (1789)
- Rapport du comité chargé du travail sur la constitution (1789)
- Aux Dauphinois (1790)
- Appel au tribunal de l'opinion publique du rapport de M. Chabroud, et du décret rendu par l'Assemblée nationale le 2 octobre 1790. Examen du mémoire du duc d'Orléans, et du plaidoyer du comte de Mirabeau, et nouveaux éclaircissements sur les crimes du 5 et du 6 octobre 1789 (1790)
- Réflexions politiques sur les circonstances présentes (1790)
- Observations sur l'état passé, présent et futur de la nation, et de l'influence du publiciste Mably sur la Révolution (1791)
- Recherches sur les causes qui ont empêché les Français de devenir libres, et sur les moyens qui leur restent pour acquérir la liberté. Tome premier; Tome second. Genève (1792)
- Adolphe, ou principes élémentaires de politique, et résultats de la plus cruelle des expériences (1795)
- Exposé de ma conduite à l'Assemblée nationale et les motifs de mon retour en Dauphiné
- De l’influence attribuée aux philosophes, aux francs-maçons et aux illuminés sur la Révolution de France, (1801)
- Œuvres complètes de M. Necker. Tome premier; Tome second; Tome troisième; Tome quatrième; Tome cinquième;  Tome sixième; Tome septième; Tome huitième; Tome neuvième; Tome dixième; Tome onzième; Tome douzième; Tome treizième; Tome quinzième. Publiées par m. le Baron de Staël. (1820-1821)
- Appel au tribunal de l'opinion publique [lire en ligne]
- Recherches sur les causes qui ont empêché les Français de devenir libres (1792) [lire en ligne]

Il existe aux archives de la bibliothèque municipale de Grenoble, un ensemble de documents se présentant sous la forme d'un échange de courriers signés Savoy de Rollin avec Jean-Joseph Mounier, président de l'Assemblée Nationale en 1789-1791, avec également une lettre de Jean-Gabriel Peltier.

## Portraits et bustes
- Anonyme, Portrait de Jean-Joseph Mounier, XIXe siècle, huile sur toile. Coll. musée de Grenoble (inv. MG 358).
- En 2010, le musée de la Révolution française installe son buste à côté de celui d'Antoine Barnave dans l'emplacement matérialisé de l'ancienne salle du Jeu de paume détruite par un incendie en 1865.

## Hommages
Son nom a été donné à une rue dans les villes de 
- Romans-sur-Isère (Drôme),
- Eybens (Isère)
- Saint-Nazaire (Loire-Atlantique).